# 1. Perger Schwimmverein
1. Perger Schwimmverein ist der in der Machland-Badewelt in der Stadt Perg ansässige Schwimmverein. Aushängeschild des Vereins ist der Olympiateilnehmer 2008 in Peking, David Brandl.

## Vereinsgeschichte und Vereinserfolge
Der 1. Perger Schwimmverein wurde 1970 anlässlich der Errichtung des Perger Hallenbades als Schwimmverein Perg gegründet. Der Verein gehört keinem Dachverband an und ist nur Mitglied des Österreichischen Schwimmverbandes. Obmann war von 1970 bis 1989 Josef Pfefferl, und seither leitet Robert Brandl den Verein.
Der Verein leistet in der Machland-Badewelt Schwimmunterricht und Schwimmtraining vom Anfänger bis zum Wettkampfschwimmer und nimmt an den Wettkämpfen auf Landes- und Bundesebene teil. Der Verein kann auf 70 Landesmeister- und fünf Staatsmeistertitel, gute Platzierungen bei Juniorenmeisterschaften, Europameisterschaften und Weltmeisterschaften, mehrere österreichische Rekorde und mehrere Seniorenmeistertitel verweisen (Stand 2009).
Der 1. Perger Schwimmverein hat in der Machland-Badewelt bereits mehrfach (2005, 2006, 2009) oberösterreichische Jahrgangswettkämpfe und Oberösterreichische Landesschwimmmeisterschaften ausgerichtet. 2009 waren bei der Landesmeisterschaft unter den Teilnehmern in Perg die vier oberösterreichischen Olympiateilnehmer Jördis Steinegger, Nina Dittrich, David Brandl und Dominik Koll.
Erfolgreiche Schwimmer waren Petra Holzer, die in den 1980er-Jahren 56-fache Landesmeisterin und einmal Vize-Staatsmeisterin war, sowie die Seniorenschwimmer Johanna Brandl, Robert Brandl und Josef Brunner mit mehreren Staatsmeistertiteln in den 1990er-Jahren.
Erfolgreichster Schwimmer des Vereins ist der 14-fache Staatsmeister David Brandl, mehrfacher österreichischer Rekordhalter (2009 Österreich-Rekorde in 400 m, 2010 in 800 und 1500 m Freistil), Teilnehmer bei den Europameisterschaften 2005, 2007 und 2008 mit einer Bronzemedaille 2008 in der Kraul-Staffel und Teilnehmer bei den Olympischen Spielen in Peking 2008 mit einem 9. Platz in der Kraul-Staffel.